# Daniela Schneckenburger

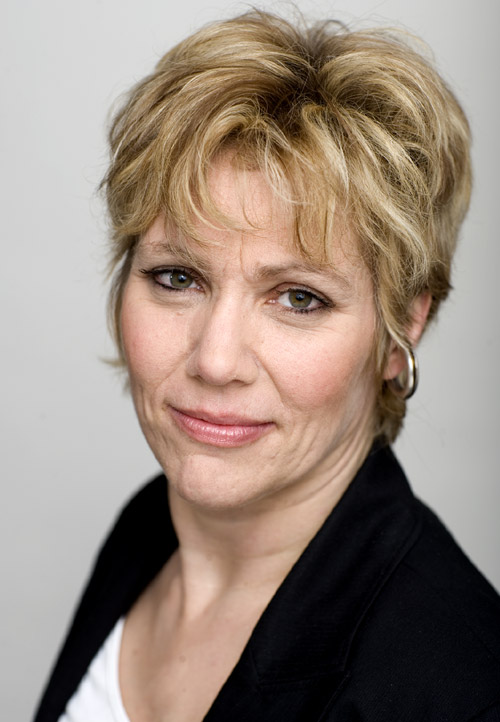
Daniela Schneckenburger (2006)

Daniela Schneckenburger (* 9. Oktober 1960 in Bruchsal) ist eine ehemalige deutsche Politikerin und war von 2006 bis 2010 Landesvorsitzende von Bündnis 90/Die Grünen Nordrhein-Westfalen.

## Werdegang
Nach einem Studium der Germanistik und der evangelischen Theologie in Heidelberg arbeitete Schneckenburger von 1990 bis 1992 als Geschäftsführerin einer politischen Bildungseinrichtung, danach als Lehrerin an einer Gesamtschule in NRW. Am 11. Februar 2006 wurde sie zur Landesvorsitzenden der Grünen in NRW gewählt.

## Politische Karriere
Schneckenburger war seit 1980 zunächst in verschiedenen Gremien der studentischen Selbstverwaltung an der Universität Heidelberg politisch aktiv. Sie engagierte sich in der Friedens- und Frauenbewegung sowie in der Anti-Atom-Bewegung. Seit 1987 ist sie Mitglied von Bündnis 90/Die Grünen.
Ab 1994 war sie Ratsmitglied der Fraktion Bündnis 90/Die Grünen im Rat der Stadt Dortmund. Ihr politischer Arbeitsschwerpunkt lag in der Sozialpolitik, sie übernahm seit 1994 die Funktion der sozialpolitischen Sprecherin ihrer Fraktion, ab 2000 war sie Vorsitzende des Ausschusses für Soziales, Familie und Gesundheit sowie Vorsitzende des familienpolitischen Netzwerkes in Dortmund. Ab 1997 war sie stellvertretende Fraktionsvorsitzende, 2000 wurde sie zur Fraktionsvorsitzenden gewählt und übte diese Funktion bis Anfang 2006 aus. Ende 2006 schied sie aus dem Dortmunder Stadtrat aus. Zur Kommunalwahl 2004 war sie die Kandidatin zur Wahl der Oberbürgermeisterin in Dortmund.
Am 11. Februar 2006 wurde Schneckenburger auf der Landesdelegiertenkonferenz in Essen zur Landesvorsitzenden der Grünen NRW gewählt. Sie übte daneben weiterhin die Funktion der Aufsichtsratsvorsitzenden der Konzerthaus Dortmund gGmbH sowie der stellvertretenden Aufsichtsratsvorsitzenden der Klinikum Dortmund gGmbH aus. 
Bei der Landtagswahl in Nordrhein-Westfalen 2010 wurde sie über die Landesliste der Grünen in den Nordrhein-Westfälischen Landtag gewählt, dem sie seit dem 9. Juni 2010 angehörte. Nach ihrem Einzug in den Landtag kandidierte Schneckenburger auf dem Landesparteitag im Juni 2010 nicht wieder für den Landesvorsitz und schied am 19. Juni 2010 aus dem Amt. Seit Juli 2010 war sie stellvertretende Vorsitzende der Landtagsfraktion von Bündnis 90/Die Grünen. Vom 9. Juni 2010 bis 14. März 2012 und vom 31. Mai 2012 bis zum 13. April 2015 war sie Abgeordnete des Landtags Nordrhein-Westfalen und Sprecherin für Wirtschaft, Bauen und Wohnen. Am 5. März 2014 wurde sie zur Oberbürgermeister-Kandidatin für Dortmund gewählt, unterlag jedoch bei der Wahl dem Amtsinhaber Ullrich Sierau. Im Februar 2015 wurde sie durch den Rat der Stadt zur neuen Schul- und Jugenddezernentin der Stadt Dortmund gewählt. Sie trat ihr Amt am 13. April 2015 an. Aufgrund des neuen Amtes legte sie zum 13. April 2015 ihr Landtagsmandat nieder. Nachrückerin im Landtag wurde Karin Schmitt-Promny. 
Bei den Kommunalwahlen 2020 kandidierte sie erneut für das Amt des Oberbürgermeisters in Dortmund, verpasste aber mit 21,84 % der Stimmen die Stichwahl. Am 26. Januar 2022 wurde Schneckenburger auf der 232. Sitzung des Hauptausschusses des Deutschen Städtetags zur neuen Beigeordneten für Bildung, Kultur, Sport, Gleichstellung und Integration gewählt, so dass sie für die Position als Dezernentin der Stadt Dortmund nicht mehr zur Verfügung stand.